# Mycodrosophila angularis
Mycodrosophila angularis är en tvåvingeart som beskrevs av Toyohi Okada 1986. Mycodrosophila angularis ingår i släktet Mycodrosophila och familjen daggflugor. Inga underarter finns listade i Catalogue of Life.